# Bañeros 4: Los rompeolas
Bañeros 4: Los rompeolas es una película argentina cómica de 2014 dirigida por Rodolfo Ledo y protagonizada por Emilio Disi, Pablo Granados, Pachu Peña, Freddy Villarreal y Mariano Iúdica. Con las presentaciones de Nazareno Móttola, Karina Jelinek y Gladis Florimonte y la participación especial de Fátima Flórez. Es la secuela de Los bañeros más locos del mundo (1987), Bañeros II, la playa loca (1989) y Bañeros 3: Todopoderosos (2006).
Fue la primera película de la saga que no contó con la participación de Gino Renni.

## Argumento
Los nuevos bañeros, junto a unas espectaculares bañeras llamadas Karen y Stefi (Interpretadas por Stefania Xipolitakis y Karina Jelinek) llegarán a Mar del Plata con divertidos gags en la playa, ingeniosos inventos, novedosas trampas e imitaciones y con la ayuda de los animales marinos del Acuario se enfrentarán a un malvado empresario mafioso, en un espectacular y divertido final.

## Reparto
- Emilio Disi como Emilio.
- Pablo Granados como Pablo.
- Pachu Peña como Pachu.
- Freddy Villarreal como Fredy.
- Mariano Iúdica como Mariano
- Nazareno Móttola como Ola "Olacito".
- Karina Jelinek como Karina.
- Gladys Florimonte como La Dueña del restaurante.
- Fátima Flórez como Kiara.
- Daniel Aráoz como Petulio
- Luciana Salazar como Luciana "La Lechona" (Cameo).
- Claudio Santorelli como Pablo Pinto, un malvado empresario
- Jorge Montejo como Paolo "El Rockero".
- Stefy Xipolitakis como Stefi.
- Valeria Degenaro
- Tito Speranza como El Tito.
- Luciana Trasmonte
- Alicia Pedri como Ali la bañera.
- Miguel Ángel Riesco
- Pablo D. Milei como Miley.
- Marcelo E. Goñi